# Karl von Urban

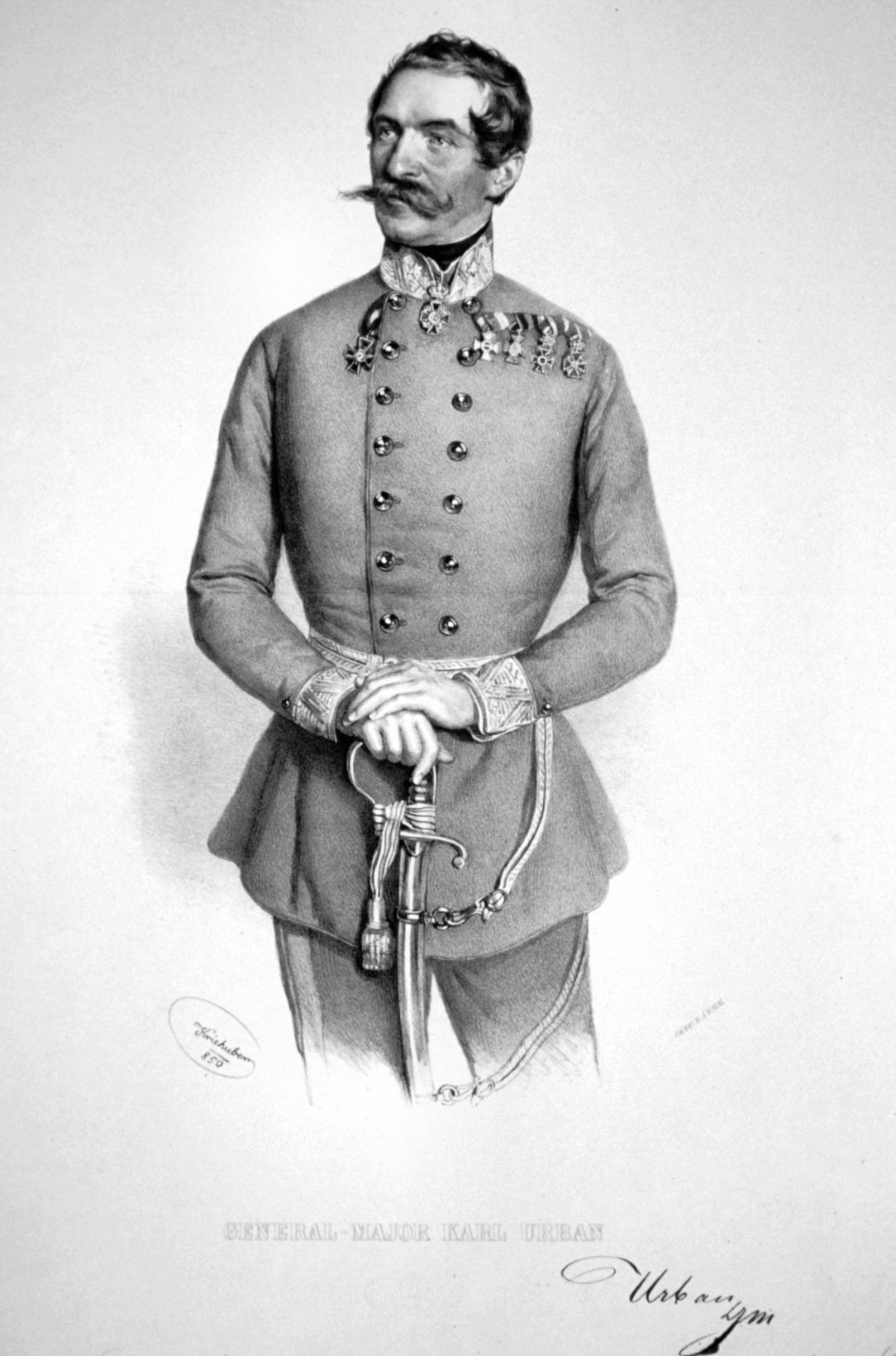
Carl von Urban, Lithographie von Josef Kriehuber, 1850

Karl (Carl) Freiherr von Urban (* 31. August 1802 in Krakau; † 1. Januar 1877 in Brünn) war ein österreichischer Feldmarschallleutnant.

## Leben
Nach der Ausbildung im Kadettenkorps trat Karl Urban in die österreichische Armee ein und war 1848 der erste Offizier, der der neuen Regierung für Ungarn unter Premierminister Lajos Batthyány den Gehorsam und den Eid auf die neue Verfassung verweigerte.
Er unterdrückte mit 1.500 Grenzern den Aufstand der etwa 10.000 Mann starken Szekler und schlug am 18. November 1848 die Insurgenten bei Klausenburg. Nachdem er sich im ungarischen Feldzug noch mehrfach ausgezeichnet hatte, avancierte er 1850 zum Generalmajor und, nachdem er 1851 in den Freiherrenstand erhoben worden war, 1857 zum Feldmarschallleutnant.
Im Sardinischen Krieg 1859 kommandierte Urban das IX. Korps der Zweiten Armee der Kaiserlich-Königlichen Armee. Er nahm zunächst am Gefecht von Montebello teil und wurde kurz darauf nach Norden versetzt, um den Befehl über eine mobile Division zu übernehmen, mit welcher er dem Vordringen der Alpenjäger (ital.: Cacciatori delle Alpi) unter Giuseppe Garibaldi auf dem rechten Flügel der Österreicher entgegentreten sollte. Urban hatte Garibaldis Truppen Ende Mai schon bei Varese und San Fermo eingeengt. Bei Treponti holte er schließlich am 15. Juni Garibaldi mit 4.000 Soldaten ein. Nach kurzem Gefecht flohen die Cacciatori delle Alpi und die Schlacht war für Garibaldi verloren. Nach der Niederlage der Österreicher bei Magenta nun selbst in Gefahr abgeschnitten zu werden, mussten sich Urbans Truppen durch eine Reihe von zum Teil blutigen Arrièregardegefechten an den Mincio durchkämpfen.
Nach der Schlacht von Solferino wurde Urban der Oberbefehl in Verona übertragen.
In Italien ist er vor allem durch die Hinrichtung von neuen Mitgliedern der Familie Cignòli in Torricella Verzate am 20. Mai 1859 bekannt.
1860 wurde er zum Divisionär des 4. Armeecorps in Brünn ernannt. Karl von Urban starb am 1. Januar 1877 in Brünn durch Selbstmord.